# Lamdré
Lamdré är ett meditativt system inom den tibetanska buddhismen. Läran grundar sig i idén om att vägen mot upplysning inte är separerbar från själva målet, upplysningen. Läran är i synnerhet viktig för inriktningen sakya, som benämner lamdré som den ultimata läran.
Enligt denna lära är alla varelser upplysta innerst inne, men som följd av ignorans och andra hinder - inser inte medvetna varelser detta. Lamdré syftar därför till att göra sig av med dessa hinder, för att få fram den upplysta naturen inom utövaren. För att utöva lamdré måste utövaren bli initierad och få korrekta instruktioner av en kvalificerad lama (lärare). Instruktionerna för lamdré är dessutom hemliga, och likt alla andra tantriska utövningsformer är det viktigt att läran förblir hemlig. Bortsett från ett fåtal nedskrivna verk, återfinns läran bara i en muntlig tradition.